# Кондратьев, Сергей Александрович (композитор)
Сергей Александрович Кондра́тьев (27 марта [8 апреля] 1896, Санкт-Петербург — 13 января 1970, Москва) — советский композитор, музыковед-фольклорист, исследователь русской, монгольской, якутской и коми народной музыки, шахматист, путешественник, охотник.

## Биография
Музыкальное образование Сергей Кондратьев получил, беря уроки фортепиано у пианистки М. С. Аренской. Музыкально-теоретическими предметами он занимался у M. M. Чернова. Музыку начал сочинять в 15 лет.
В 1922 году окончил физико-математический факультет Петроградского университета.
В 1923—1930 годах — научный сотрудник, собиратель и исследователь монгольской народной музыки.
В 1923 году участвовал в экспедиции в Центральную Азию и Монголию под руководством известного путешественника П. К. Козлова (1863—1935). Записал на фонограф свыше 1000 монгольских песен. Позднее занимался собиранием и изучением музыкального фольклора Коми и Якутии.
В дальнейшем значительное место в творчестве Кондратьева занимала музыка к театральным спектаклям. В 1931—1936 он заведывал музыкальной частью Московского драматического театра. В 1937—1938 — дирижёр Центрального театра Красной Армии (ныне — Центральный академический театр Российской армии).
Автор цикла романсов на тексты английских поэтов. Перевёл на русский язык книги: «Становление музыки» Ральфа Воана-Уильямса (М., 1961) и «О музыке и музыкантах» Бернарда Шоу (М., 1965), а также написал предисловия к этим книгам.

## Сочинения
- опера — Мужество (пост. 1942, Прифронтовой театр);
- балет — Лесной человек (1946);
- для хора и оркестра — кантаты: Памяти Ленина (1938), К 25-летию Коми АССР (1946);
- для струнных инструментов и кларнета — Квинтет (1954);
- Струнный квартет (1955);
- для скрипки, виолончели и кларнета — Соната (1927);
- для скрипки и ф-п. — Монгольская сюита (1945);
- для вок. квартета и ф-п. — 10 песен;
- для голоса и ф-п. — романсы (более 100),
- циклы на слова Евгения Баратынского, Роберта Бернса и Уильяма Вордсворта (1942—1944), на слова В. Гёте (1954), а также на слова советских поэтов.

Музыка к драматическим спектаклям, радиопостановкам; записи и обработка народных песен, в том числе сборники:
- Русские народные песни для голоса с ф-п., тетр. I — IV (М.—Л., 1944—1947),
- Коми народная песня (М., 1959),
- Якутская народная песня (М., 1963).

### Литературные сочинения
- Кондратьев С. А. Необычные случаи на охоте и рыбной ловле / Предисловие д-ра геогр. наук Э. М. Мурзаева. — М.: Географгиз, 1960. — 112, [4] с. — (Путешествия. Приключения. Фантастика). — 90 000 экз. (обл.)
- Кондратьев С. А. О коми напеве // Коми народная песня. — М., 1959.
- Кондратьев С. А. Музыка монгольского эпоса и песен / Послесловие Л. Лебединского. — М.: Советский композитор, 1970. — 248, [12] с. — 440 экз. (в пер.)